# Cantó de Groix
El cantó de Groix (bretó Kanton Groe) és una divisió administrativa francesa situat al departament d'Ar Mor-Bihan a la regió de Bretanya.

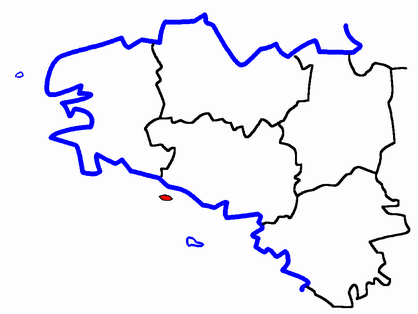
Situació del cantó

## Composició
El cantó aplega 1 comunes :
| Nom francès | Nom bretó | Població | km²   | Codi Postal | Codi INSEE |
| Groix       | Groe      | 2275     | 14.82 | 56590       | 56069      |
| Cantó       | Groe      | 2275     | 14.82 | -           | 5611       |

## Evolució demogràfica
| 1962  | 1968  | 1975  | 1982  | 1990  | 1999  |
| ----- | ----- | ----- | ----- | ----- | ----- |
| 3.525 | 3.161 | 2.727 | 2.605 | 2.472 | 2.275 |

## Història
| Data d'elecció                           | Identitat          | Partit | Qualitat |
| ---------------------------------------- | ------------------ | ------ | -------- |
| 2001-                                    | Denise Le Maréchal | UMP    |          |
| les dades anteriors no són pas conegudes |                    |        |          |
|                                          |                    |        |          |